# Großenheidorn
Großenheidorn ist eine Ortschaft der Mittelstadt Wunstorf in der niedersächsischen Region Hannover, die unmittelbar an den Osten von Steinhude angrenzt. Der Ort hat rund 3000 Einwohner.

## Geografie
Großenheidorn liegt östlich von Steinhude; die Orte gehen nahtlos ineinander über. Außer dem Hauptort gibt es noch den kleinen Ortsteil Großenheidorn Strand direkt am Südostufer des Steinhuder Meeres. Östlich von Großenheidorn liegen in ca. 1 km Entfernung der Ort Klein Heidorn und der Fliegerhorst Wunstorf mit dem hier beheimateten Lufttransportgeschwader 62, das mit Transportflugzeugen vom Typ Airbus A400M Atlas ausgerüstet ist.

## Geschichte
Großenheidorn ist wahrscheinlich 1220 gegründet und 1247 erstmals in einer Urkunde erwähnt worden. Darin wurden dem Bischof von Minden die Besitzrechte an den beiden Dörfern Großenheidorn und Klein Heidorn von Graf Ludolf von Roden zuerkannt.
Der Name geht vermutlich auf das Wort Heithorn zurück, das zu jener Zeit einen Wald mit häufigem Vorkommen von Weiß- und Schwarzdorn bezeichnete.
In Großenheidorn (Wunstorf) wurde 1603 eine Hexenverfolgung durchgeführt: die Geveke geriet in einen Hexenprozess und wurde wahrscheinlich verbrannt.
Später ging das Dorf in den Besitz des Grafen von Holstein-Schaumburg über. Nachdem die Grafen von Holstein-Schaumburg 1640 ausstarben, kam es zur Teilung der Grafschaft Schaumburg. Großenheidorn wurde mit Steinhude und Hagenburg als sog. Seeprovinz dem nördlichen Teil zugeschlagen, der fortan von Grafen aus das Familie von Lippe-Detmold regiert wurde. Die neue Herrscherfamilie war mit dem letzten Grafen von Schaumburg verwandt und führte neben dem Namen Schaumburg als Zeichen ihrer Abstammung den Namen Lippe. So entstand 1647 die Grafschaft Schaumburg-Lippe, die 1807 zum Fürstentum wurden. Mit Ende des Ersten Weltkriegs dankte der letzte Fürst von Schaumburg-Lippe ab. Großenheidorn verblieb im Freistaat Schaumburg-Lippe und gehörte auch nach dem Zweiten Weltkrieg als Gemeinde weiterhin zum Kreis Schaumburg-Lippe. Erst 1974 erfolgte im Zuge der Gebietsreform in Niedersachsen zusammen mit Steinhude die Umverteilung zur Stadt Wunstorf im neu geschaffenen Landkreis Hannover.

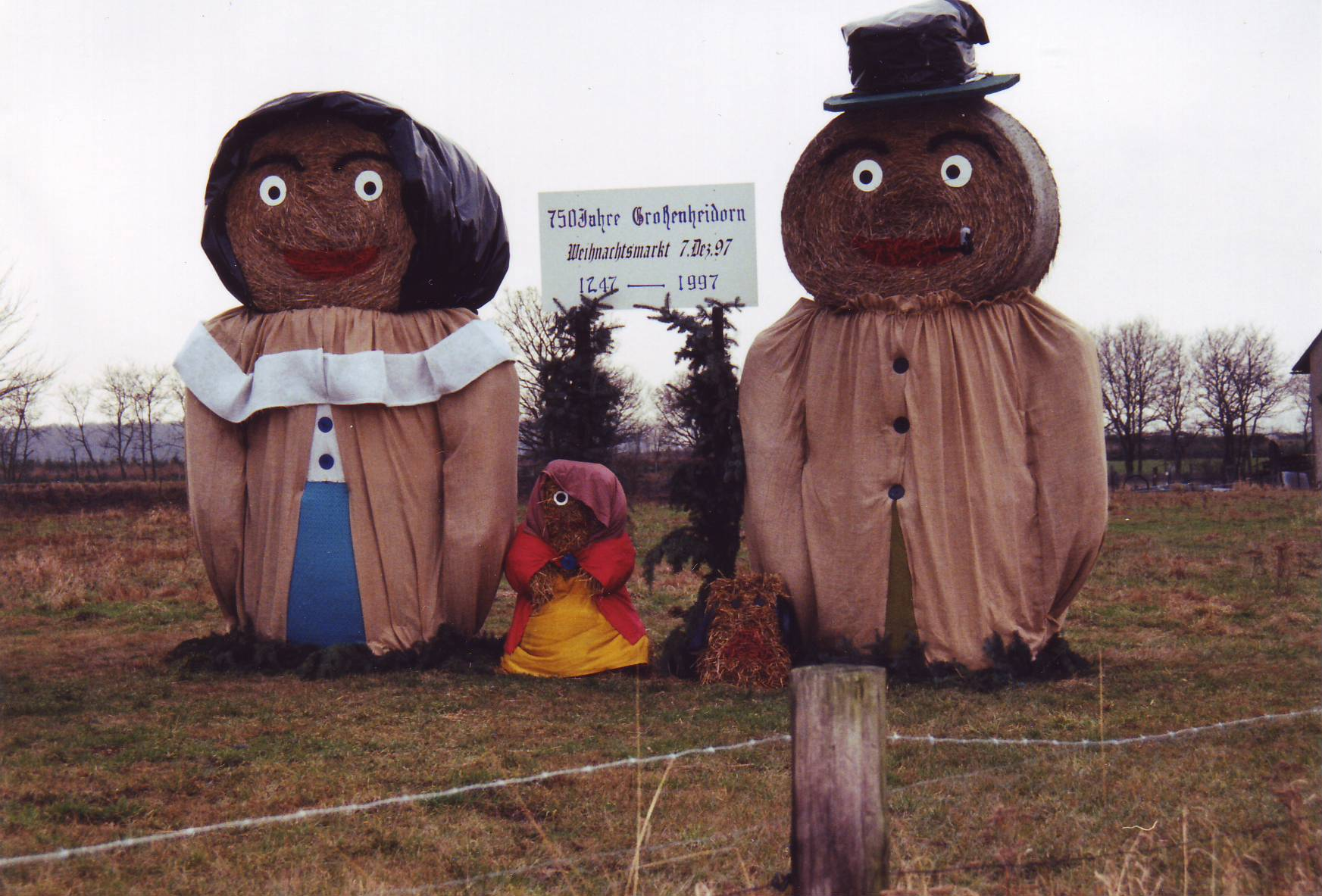
Strohpuppen neben dem Ortseingang zur 750-Jahr-Feier 1997

Von 1898 bis 1970 hatte das Dorf Eisenbahnanschluss durch die Steinhuder Meer-Bahn, der Personenverkehr wurde aber bereits 1964 eingestellt.
Obwohl Großenheidorn seit dem 15. Jahrhundert über eine eigene Kapelle verfügt, gehörte es kirchlich bis ins 20. Jahrhundert zu Steinhude. Seit 1933 hat Großenheidorn eine selbstständige evang.-lutherische Kirchengemeinde.
Am 1. März 1974 wurde Großenheidorn in die Stadt Wunstorf eingegliedert.
Im Jahre 1997 fand die 750-Jahr-Feier statt. Bei dieser Gelegenheit wurden neben dem Ortseingang die auf dem Bild zu sehenden Strohpuppen aufgestellt.

## Politik

### Ortsrat
Der Ortsrat setzt sich aus sieben Ratsfrauen und -herren folgender Parteien zusammen:
| Partei | Anzahl Sitze |
| ------ | ------------ |
| SPD    | 3            |
| CDU    | 2            |
| Grüne  | 1            |
| FDP    | 1            |

(Stand: Kommunalwahl 12. September 2021)

### Ortsbürgermeister
Ortsbürgermeister ist Martin Ehlerding (SPD), sein Stellvertreter ist Jelger Gereon Tosch (FDP).

### Wappen
Die alte Verbundenheit mit Schaumburg-Lippe wird heute immer noch offen nach außen gezeigt. Das von Helga Bode und Ernst Küker geschaffene Ortswappen hat als Hauptfarben die Farben der schaumburg-lippischen Flagge – weiß, rot, blau – und wird auch auf dieser Flagge am Fahnenmasten präsentiert.
„Die drei Grundfarben weiß, rot und blau sollen die jahrhundertealte Treue zu Schaumburg Lippe verkörpern. Der Wellenschlag deutet an, dass Großenheidorn am Steinhuder Meer liegt. Der weiße Schrägstrich versinnbildlicht einen alten Fuhr- und Handelsweg, der die alte Gemeinde von Nordosten nach Südwesten durchzogen hat, den 'Schrägen- oder Schradeweg'. Großenheidorn, eine Rodung im großen Dülwalde im 13. Jahrhundert durch die Wunstorfer Grafen von Roden, wird durch den Stuken im rechten unteren Drittel verkörpert. Nördlich vom Schradeweg lag das alte Dorf Heidorn, 'auf dem langen Heidoren' genannt, darum die Weiß- oder Hagedornblüten und Blätter, die Großenheidorn wahrscheinlich den Namen gegeben haben, im linken oberen Drittel.“

## Kultur und Sehenswürdigkeiten

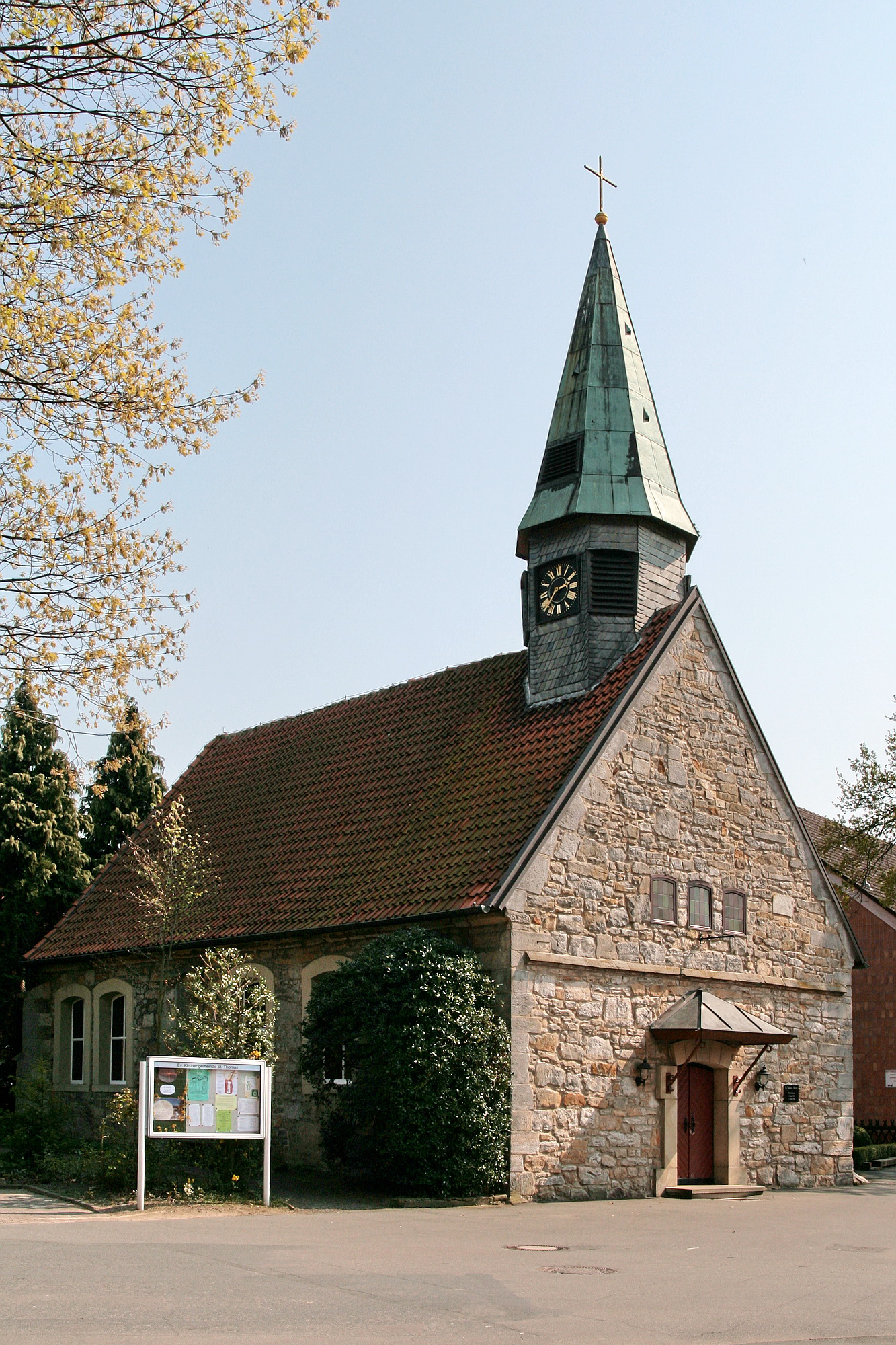
St.-Thomas-Kapelle

### Bauwerke
In Großenheidorn steht die St.-Thomas-Kirche, ein kleiner Bruchsteinbau aus dem Jahr 1691 mit einem dreiseitigen Chorschluss. Der Bau ersetzte eine Kapelle an gleicher Stelle, die von 1687 bis 1689 umgebaut, dann vom Kirchenvorstand aber doch für zu klein erachtet und abgetragen wurde.

### Baudenkmäler
→ Siehe: Liste der Baudenkmale in Großenheidorn

### Grünflächen und Naherholung
Großenheidorn liegt in nächster Umgebung zum Naturschutzgebiet „Wunstorfer Moor“ (Totes Moor). Man findet hier eine Aussichtsplattform und der Rundwanderweg um das Steinhuder Meer herum führt ebenfalls durch Großenheidorn hindurch.
Auf den umliegenden Wiesen und Ufern sind viele zum Teil bedrohte Vogelarten zu entdecken, z. B. Graureiher, Silberreiher, Kormoran, Haubentaucher, Teichralle, Fischadler, Eisvogel, Wildgänse, Gänsesäger, Rohrdommel. Blindschleiche und Waldeidechse (Echsenarten) / Ringelnatter, Kreuzotter und Schlingnatter (Schlangenarten) sind ebenfalls hier anzutreffen. Auch diese sind zum Teil gefährdet.
Am Großenheidorner Strand gibt es noch die Landzunge, die gerne im Sommer zum Baden oder als Startpunkt für Surfer und Kanuten genutzt wird. Im Winter dient das Steinhuder Meer als Eisfläche für Eisläufer und Eissegler, sobald es zugefroren ist.

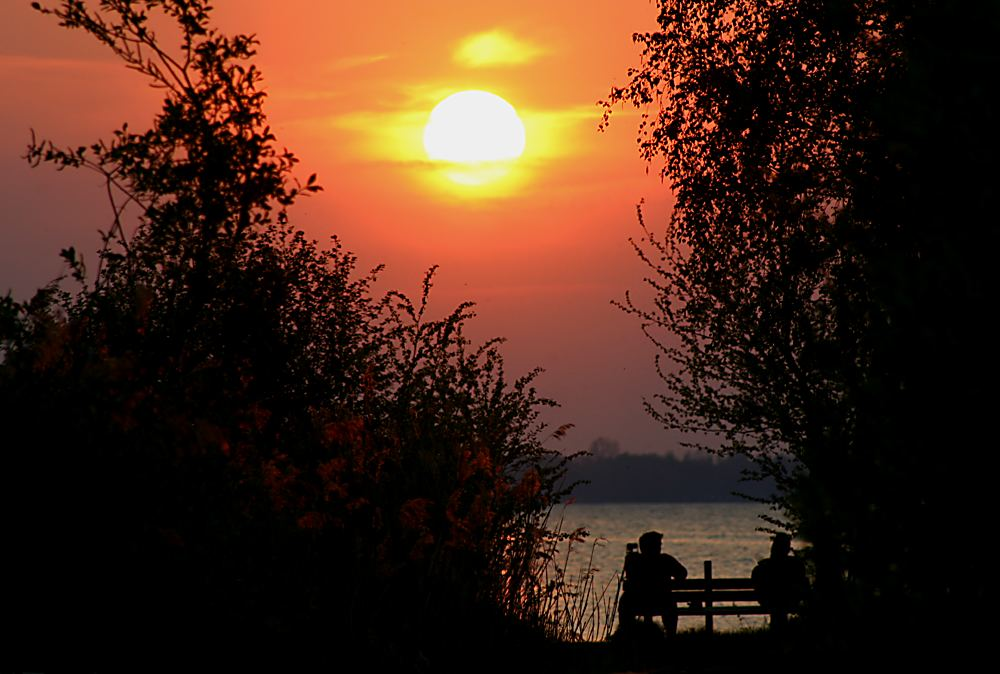
Landzunge im Abendlicht
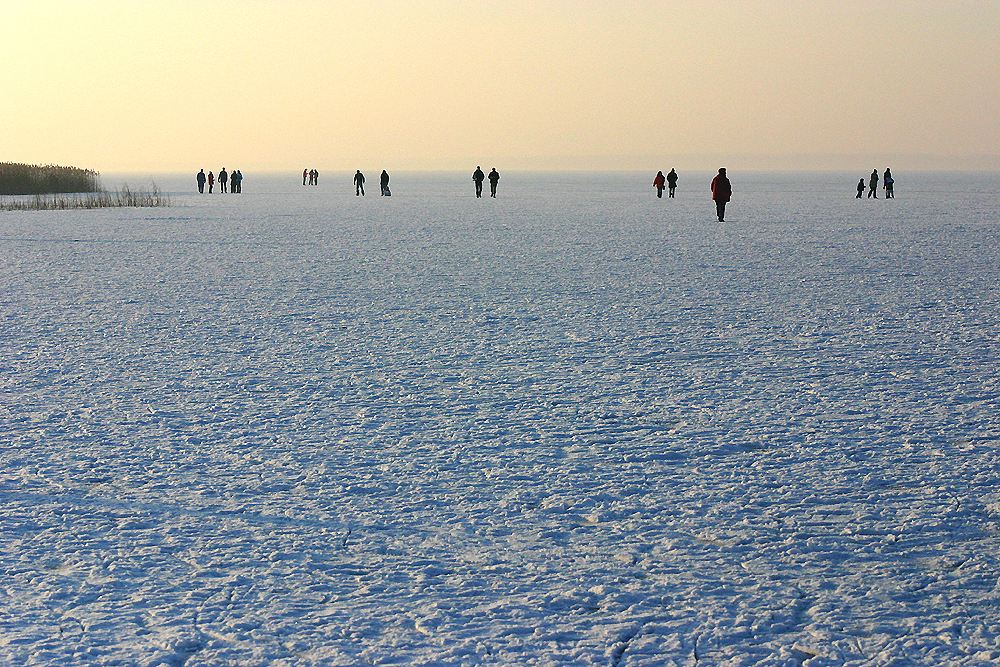
Steinhuder Meer im Winter
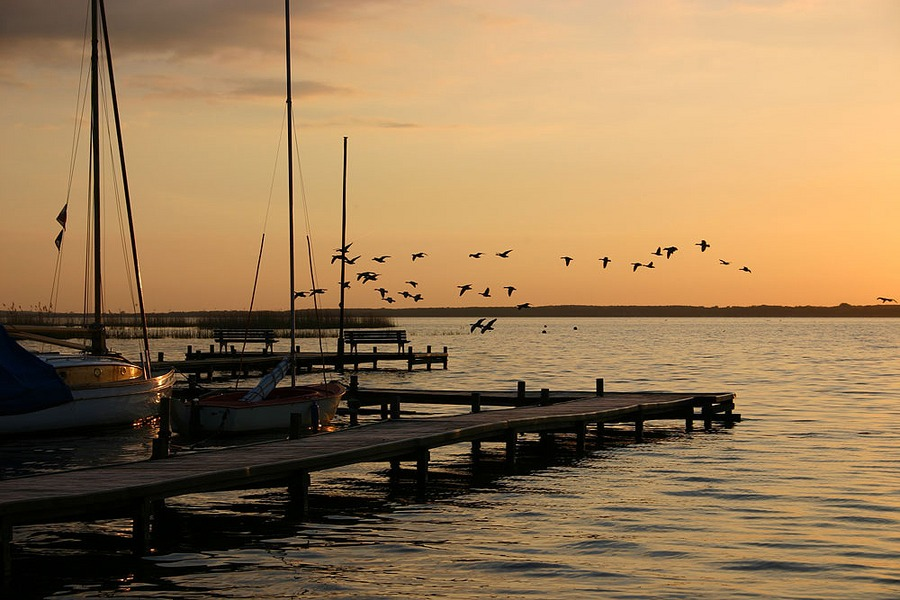
Anleger des SVG bei Sonnenuntergang

### Sport
Hier ist besonders der MTV Großenheidorn zu erwähnen. 1908 unter dem Namen „Jugendkraft“ gegründet, dürfte heute das Männerturnen eher eine untergeordnete Rolle in den vielfältigen Aktivitäten dieses Sportvereins spielen. Insbesondere im Handball hat der Verein, sowohl bei den Männern wie auch bei den Frauen, als auch in der männlichen Jugend etliche Erfolge aufzuweisen. 2008 beging der Verein sein 100-jähriges Jubiläum.
Darüber hinaus erstreckt sich die sportliche Angebotspalette dieses Vereins von Badminton über Faustball, Tischtennis, Judo, Hapkido, Gymnastik, Jazztanz, Jedermann-Turnen, Fitness, Laufsport, Radwandern bis hin zum Kinderturnen und Mutter- und Kindturnen.
Der Segel-Verein Großenheidorn (SVG) und der Yacht-Club Steinhuder Meer (YStM) unterhalten am Großenheidorner Strand ihre Vereinshäuser und Liegeplatzanlagen. Der 1959 gegründete Segler-Verein Großenheidorn (SVG) wurde durch seine Aktivitäten im Jugendbereich und seine Regattaveranstaltungen bekannt. Zahlreiche Segel-Events hat er seit seiner Gründung veranstaltet. Eine Europameisterschaft, zahlreiche Deutsche Meisterschaften, Jugend- und Jüngstenmeisterschaften, die im Auftrag des Deutschen Segler-Verbandes veranstaltet wurden, zählen dazu. Welt-, Europa- und Deutsche Meister zählen zu seinen Mitgliedern.

## Wirtschaft und Infrastruktur
Es gibt Busverbindungen nach Steinhude, Hagenburg, Rehburg und Wunstorf (Hauptstrecke) sowie sporadisch nach Neustadt am Rübenberge (via Poggenhagen). Bahnverkehr wird in Wunstorf abgewickelt; zusätzlicher S-Bahn-Haltepunkt in Poggenhagen.

## Persönlichkeiten

### Söhne und Töchter des Ortes
- Dietrich Waßmann (1897–1954), Afrika-Missionar der Hermannsburger Mission
- Eckhart Bartels (* 1947), Journalist und Sachbuch-Autor

### Personen, die mit der Gemeinde in Verbindung stehen
- Eduard Salfeld (1878–1957), evangelischer Pastor und Heimatforscher, Großenheidorn gehörte zu seinen Wirkungsorten
- Wilhelm Meyer (1889–1950), Landwirt und Politiker (NSDAP), starb in Großenheidorn
- Wilhelm Seiger (1897–1966), Lehrer und Politiker (SPD), Volksschullehrer in Großenheidorn (1933–1941)
- Wilhelm Henke (1897–1981), Pfarrer, Theologe und ab 1949 Landesbischof der Evangelisch-Lutherischen Landeskirche Schaumburg-Lippe, er trat seine erste Pfarrstelle in Großenheidorn an
- Johann Flegel (1898–1961), Politiker (SRP) und kurzzeitig Abgeordneter des Niedersächsischen Landtages, starb in Großenheidorn
- Hans Werner Ohse (1898–1991), evangelisch-lutherischer Geistlicher, wohnte in Großenheidorn (1945–1948)